# Congresso da IHF
O Congresso da IHF é o supremo órgão legislativo da Federação Internacional de Andebol (do francês: Fédération Internationale de Handebol), comumente conhecida pela sigla IHF. IHF é o internacional de órgão de andebol, andebol de praia e andebol em cadeira de rodas.
O congresso poderá ser ordinário ou extraordinário. O congresso ordinário deverá ser realizado a cada dois anos (anos ímpares) após o Campeonato Mundial de Handebol Masculino. Cada congresso deve determinar a data e o local do congresso ordinário seguinte. Os órgãos da IHF, incluindo o Presidente, o Conselho da IHF e o Comité Executivo da IHF, serão eleitos a cada quatro anos, um ano após os Jogos Olímpicos de Verão. 
Cada uma das 209 federações da IHF dispõe de um voto no congresso. Os membros da IHF podem propor candidatos para a presidência da IHF e para o Conselho da IHF. As eleições Presidenciais da IHF  ocorrem no congresso que ocorre um ano após aos Jogos Olímpicos de Verão.
O congresso extraordinário será convocado pelo Conselho da IHF mediante um pedido escrito da maioria das federações membro ou dos membros do Conselho. O congresso extraordinário deve ser convocado dentro do prazo de três meses após a receção do pedido.

## História
O Congresso da IHF tem sido realizado desde 1946. Antes do 31.º Congresso Ordinário da IHF, em 2007, em Madrid (Espanha), os congressos foram realizados em anos par.
Eleições Presidenciais tiveram lugar no 1.º, 3.º, 14.º, 20.º, 28.º, 30.º, 32.º e 34.º congressos ordinários.

## Lista de congressos
| Congresso                    | Ano  | Cidade                 | Federações Membro Participantes                                     | N.º Federações Membro |
| ---------------------------- | ---- | ---------------------- | ------------------------------------------------------------------- | --------------------- |
| 1.º                          | 1946 | Copenhagen             | 8                                                                   | 14                    |
| 2.º                          | 1948 | Paris                  | 6                                                                   | 18                    |
| 1.º Congresso Extraordinário | 1948 | Paris                  | 14                                                                  | 18                    |
| 3.º                          | 1950 | Vienna                 | 13                                                                  | 21                    |
| 4.º                          | 1952 | Saarbrücken            | 16                                                                  | 22                    |
| 5.º                          | 1954 | Opatija                | 15                                                                  | 25                    |
| 6.º                          | 1956 | Stockholm              | 18                                                                  | 26                    |
| 7.º                          | 1958 | Garmisch-Partenkirchen | 17                                                                  | 27                    |
| 8.º                          | 1960 | Liège                  | 21                                                                  | 30                    |
| 9.º                          | 1962 | Madrid                 | 24                                                                  | 34                    |
| 10.º                         | 1964 | Budapest               | 27                                                                  | 38                    |
| 11.º                         | 1966 | Copenhagen             | 26                                                                  | 39                    |
| 12.º                         | 1968 | Amsterdam              | 28                                                                  | 41                    |
| 13.º                         | 1970 | Madrid                 | 36                                                                  | 54                    |
| 14.º                         | 1972 | Nuremberg              | 43                                                                  | 54                    |
| 15.º                         | 1974 | Jesolo                 | 43                                                                  | 65                    |
| 16.º                         | 1976 | Estoril                | 41                                                                  | 68                    |
| 17.º                         | 1978 | Reykjavik              | 43                                                                  | 74                    |
| 18.º                         | 1980 | Moscow                 | 52                                                                  | 80                    |
| 19.º                         | 1982 | London                 | 53                                                                  | 86                    |
| 20.º                         | 1984 | San Diego              | 48                                                                  | 95                    |
| 21.º                         | 1986 | Dakar                  | 49                                                                  | 98                    |
| 22.º                         | 1988 | Seoul                  | 69                                                                  | 101                   |
| 23.º                         | 1990 | Madeira                | 47                                                                  | 106                   |
| 24.º                         | 1992 | Barcelona              | 62                                                                  | 123                   |
| 25.º                         | 1994 | Noordwijk              | 59                                                                  | 133                   |
| 26.º                         | 1996 | Hilton Head Island     | 79                                                                  | 138                   |
| 27.º                         | 1998 | Yamoussoukro           | 62                                                                  | 143                   |
| 28.º                         | 2000 | Estoril                | 122                                                                 | 146                   |
| 29.º                         | 2002 | Saint Petersburg       | 92                                                                  | 147                   |
| 2.º Congresso Extraordinário | 2003 | Basel                  | 67                                                                  | 147                   |
| 30.º                         | 2004 | El Gouna               | 134                                                                 | 150                   |
| 31.º                         | 2007 | Madrid                 | 120                                                                 | 159                   |
| 32.º                         | 2009 | Cairo                  | 139                                                                 | 171                   |
| 3.º Congresso Extraordinário | 2010 | Rome                   | Cancelado devido a erupções no Vulção Eyjafjallajökull na Islândia. | 171                   |
| 33.º                         | 2011 | Marrakech              | 109                                                                 | 181                   |
| 34.º                         | 2013 | Doha                   | 163                                                                 | 192                   |
| 35.º                         | 2015 | Sochi                  | 141                                                                 | 198                   |
| 4.º Congresso Extraordinário | 2015 | Sochi                  | 124                                                                 | 198                   |
| 36.º                         | 2017 | Antalya                | 152                                                                 | 201                   |
| 37.º                         | 2019 | por anunciar           | Evento futuro                                                       | 201                   |